# Symfonie nr. 10 (Bruk)
Fridrich Bruk voltooide zijn Symfonie nr. 10 "Klezmorim-2"  in 2010.
Bruk greep met dit werk terug op zijn Joodse achtergrond en de voortdurende ervaringen met antisemitisme die hij opdeed in Rusland en Oekraïne. Deel 1 (Great love, Ahava rabo) voert terug op Joodse volksmuziek. In deel 2 (Klezmorim) haalt de componist klezmer naar voren.
Imants Resnis nam het werk in 2010 op met het Lets Nationaal Symfonie orkest. Het werd uitgebracht op het privéplatenlabel van de componist en verspreid door de Finse Muziekcentrale Luses. De eerste publieke uitvoering vond plaats op 20 januari 2011 door het Pori Sinfonietta onder leiding van Erkki Palola in Pori.
Bruk schreef het werk voor kamerorkest of -ensemble:
- 1 dwarsfluit, 1 hobo, 1 tenorsaxofoon
- 1 trompetten,
- pauken, 2 man/vrouw percussie, piano
- violen, altviolen, celli, contrabassen